# Clear Lake (Wisconsin)
Clear Lake é uma vila localizada no estado norte-americano de Wisconsin, no Condado de Polk.

## Demografia
Segundo o censo norte-americano de 2000, a sua população era de 1051 habitantes.
Em 2006, foi estimada uma população de 1100, um aumento de 49 (4.7%).

## Geografia
De acordo com o United States Census Bureau tem uma área de
7,0 km², dos quais 6,9 km² cobertos por terra e 0,1 km² cobertos por água.

## Localidades na vizinhança
O diagrama seguinte representa as localidades num raio de 24 km ao redor de Clear Lake.